# 鹿城褐家鼠冠状病毒
鹿城褐家鼠冠状病毒（Lucheng Rn rat coronavirus、LRNV）是甲型冠狀病毒屬的一種病毒，於2015年在中國浙江溫州鹿城區的褐家鼠中發現，是繼1949年發現的鼠冠狀病毒之後，第二種在鼠類中發現的冠狀病毒。

## 基因組
鹿城褐家鼠冠状病毒的基因組約長28800nt，編碼冠狀病毒皆有的複製酶（1a/1b）和刺突蛋白（S）、膜蛋白（M）、外膜蛋白（E）與衣殼蛋白（N）等四種結構蛋白，另外還有NS2、NS4、NS7a、NS7b、NS8a與NS9等五個開放閱讀框編碼輔助蛋白，其基因順序為1ab-NS2-S-NS4-E-M-NS7a-NS7b-N-NS8a-NS9，其中NS7a與NS7b位於膜蛋白與衣殼蛋白的基因中間，為此病毒所獨有，不見於甲型冠狀病毒屬的其他病毒。另外此病毒衣殼蛋白的序列與同屬的其他病毒相似度較低，反而與乙型冠狀病毒屬病毒的相似度較高，可能是曾與乙型冠狀病毒屬病毒發生重組的結果。